# Arnold Othmar Wieland
Arnold Othmar Wieland OT (ur. 1 sierpnia 1940 w Lengmoos) – niemiecki duchowny rzymskokatolicki, opat zakonu krzyżackiego w latach 1988–2000. 

## Życiorys
5 października 1959 r. wstąpił do zakonu krzyżackiego. Studiował na Uniwersytecie w Innsbrucku. W 1966 przyjął święcenia kapłańskie, następnie doktoryzował się.
Był kapłanem w Bolzano. Od 1976 zajmował się duszpasterstwem wśród studentów z Południowego Tyrolu.
W 1988 został niespodziewanie wybrany opatem zakonu krzyżackiego. W chwili wyboru nie był kapitularzem. Godność zwierzchnika zakonu krzyżackiego sprawował do 2000 r.
Jako pierwszy zwierzchnik zakonu od 1457 r. przybył oficjalnie do Malborka. W 1993 r. gościł tam podczas sesji naukowej na temat historii zgromadzenia.